# زاداريني
زإداريني هي قرية تقع في إقليم أراد في رومانيا. تبعد عن أراد 8 كم.

## السكان
حسب إحصائيات 2002 بلغ عدد سكان القرية 2,323 نسمة.